# カジミェシュ (ビトム公)
カジミェシュ（ポーランド語：Kazimierz bytomski, 1253年/1257年 - 1312年3月10日）は、オポーレ公（在位：1282年 - 1284年、弟ボルコ1世と共同統治）、ビトム公（在位：1284年 - 1312年）。オポーレ＝ラチブシュ公ヴワディスワフの次男、母はヴィエルコポルスカ公ヴワディスワフ・オドニツの娘エウフェミア。

## 生涯
カジミェシュの幼少期に関してはわずかなことしか分かっていない。1264年までにカジミェシュはボヘミア王オタカル2世によって騎士に叙任され、これ以後父の治める公国の政治に積極的にかかわるようになった。
1282年に父が死ぬと、カジミェシュはすぐ下の弟ボルコ1世との共同統治という形でオポーレ公国の支配権を相続した。公爵兄弟による共同の支配は1284年までしか続かず、2人は正式に公国を分割した。カジミェシュは都市ビトム（これ以後彼の領国の首都となる）、コジュレ、トシェク、グリヴィツェ及びシェヴィエシュを分割相続し、ボルコ1世がオポーレを中心とする残部を保持した。
カジミェシュの独立諸公としての動きは僅かなことしか知られていない。彼は1280年代後半、兄のチェシン公ミェシュコ1世、末弟のラチブシュ公プシェミスワフと共に、強大な勢威を誇るヴロツワフ公ヘンリク4世（高潔公）とヴロツワフ司教トマシュ2世ザレンバとの争いにおいて、司教の側を支持している（但し、すぐ下の弟ボルコ1世だけは兄弟達とは違ってヘンリク4世の側についた）。オポーレの公爵兄弟とヘンリク4世との間の関係悪化は、おそらくヘンリク4世が兄弟の妹コンスタンツィアと離婚して、彼女を実家に追い返したことが発端と思われる。この離婚事件の理由に関しては歴史家の間で諸説があるが、コンスタンツィアの不妊が理由とされる。
ヘンリク4世との敵対関係が続くなか、カジミェシュはシロンスクの政治情勢にさらなる混乱を生む選択をする。1289年1月10日、カジミェシュはボヘミア王ヴァーツラフ2世にプラハで臣従を誓ったのである。カジミェシュはボヘミア王冠に臣属を認めた最初のシロンスク諸公となった。カジミェシュにここまで切羽詰まった政治的選択をさせた直接の原因は不明である（原因となったのは1289年2月26日に行われた凄惨なシェヴィエシュの戦いだったという説もある）。何があったにせよ、2年後の1291年にはカジミェシュの3人の兄弟ミェシュコ1世、ボルコ1世、プシェミスワフもカジミェシュの例にならいボヘミア王冠に忠誠を誓うに至った。
その後、カジミェシュはヴァーツラフ2世の対ポーランド政策における忠実な駒であり続けたが、ボヘミア王との親しい協調関係によってカジミェシュが直接的な利益を手にすることは無かった。カジミェシュは1292年に行われたボヘミア王によるシェラツ遠征に参加し、1297年のヴァーツラフ2世の戴冠式にも出席している。
1306年のヴァーツラフ3世の暗殺とともにプシェミスル朝が断絶すると、カジミェシュはボヘミア王冠に対する忠誠を拒んだ。これ以後カジミェシュは対外的な政治方針を大きく変更し、ポーランドの新たな覇者ヴワディスワフ1世（短躯公）と友好関係を築くようになった。1306年、カジミェシュの娘マリアがハンガリー王カーロイ1世と結婚したことにより、カジミェシュと彼の公国の威信は非常に高まった。
内政においては、カジミェシュは教会の強力な守護者となり、特にミェフフに拠点を構えていた聖墳墓騎士団はビトム公爵から多くの特権を授けられた。また、ビトムにある銀山から入る潤沢な収入を使い、ビトムとその周辺都市にかなり大規模な城を築かせている。
1312年3月10日に死去した。埋葬場所は不明であるが、おそらく彼から多額の援助を受けていたオポーレ近郊のチャルノヴォンスィの修道院に埋められたと考えられる。

## 子女
1275年から1278年の間に出自不詳のヘレナという女性と結婚した。彼女自身と彼女の子供達の洗礼名から考えて、歴史家達はヘレナがルーシまたはリトアニア出身だろうと推定している。系図学者カジミェシュ・ヤシンスキによれば、ヘレナはハールィチ公レーヴ1世とその妻でハンガリー王ベーラ4世の娘のコンスタンツィアとの間に生まれた娘だった可能性がある。ヘレナの名前はコンスタンツィアの妹でヴィエルポルスカ公ボレスワフの妃だったヨレンタ・ヘレナに因んだものだ、という想定が成り立つからである。もっとも、この説は有力とは言い難い。ビトム公爵夫妻は6人の子女をもうけた。
1. ボレスワフ（1276年/1278年 - 1329年） - エステルゴム大司教
2. ヴワディスワフ（1277年/1283年 - 1352年）
3. マリア（1282年/1284年 - 1315年） - 1306年にハンガリー王カーロイ1世と結婚
4. シェモヴィト（1292年 - 1342年）
5. イェジ（1300年 - 1327年）
6. ミェシュコ（1305年頃 - 1344年） - ニトラ司教、ヴェスプレーム司教